# アントン・ブルガー (画家)
アントン・ブルガー（Anton Burger、1824年11月14日 - 1905年7月6日）はドイツの画家である。フランクフルト・アム・マインやその近くの別荘地、クローンベルク・イム・タウヌスで活動した。クローンベルクには多くの芸術家が集まるようになり、「芸術家村(アートコロニー)」が作られるようになった。

## 略歴
フランクフルト・アム・マインで生まれた。1842年から1846年の間、フランクフルトの美術学校(Staatliche Hochschule für Bildende Künste)で、ユング(Johann Jakob Jung)やヤーコブ・ベッカー、フィリップ・ファイトに学んだ。ファイトから助言を受けて当時、芸術の中心地のひとつだったミュンヘンに移ったが1848年にフランクフルトに戻り、幼馴染の女性と結婚した。1853年にフィリップ・ルンプフ(Philipp Rumpf)らとパリに修行に出て、フランスの風景画の大家、ジャン＝バティスト・カミーユ・コローや写実主義の画家、ギュスターヴ・クールベと出会った。1855年から一年ほど、デュッセルドルフで風景画家、アウグスト・ヴェーバーの個人教授を受けた。
1858年にクローンベルクに移り、1856年に最初の妻は亡くなっていたので1859年にクローンベルクの医者の娘と再婚したが2度目の妻も早世した。1860年にヤーコブ・フュルヒテゴット・ディールマンがクローンベルクの住むようになり、友人のルンプフや美術学校(Staatliche Hochschule)で学んだ画家たちが集まるようになり、「クローンベルクの芸術家村(Kronberger Malerkolonie)」は形成され、ブルガーは中心的人物となった。
多くの風景画を描き、その作品は版画にされて出版されてよく売れた。クローンベルクで没した。

## 作品

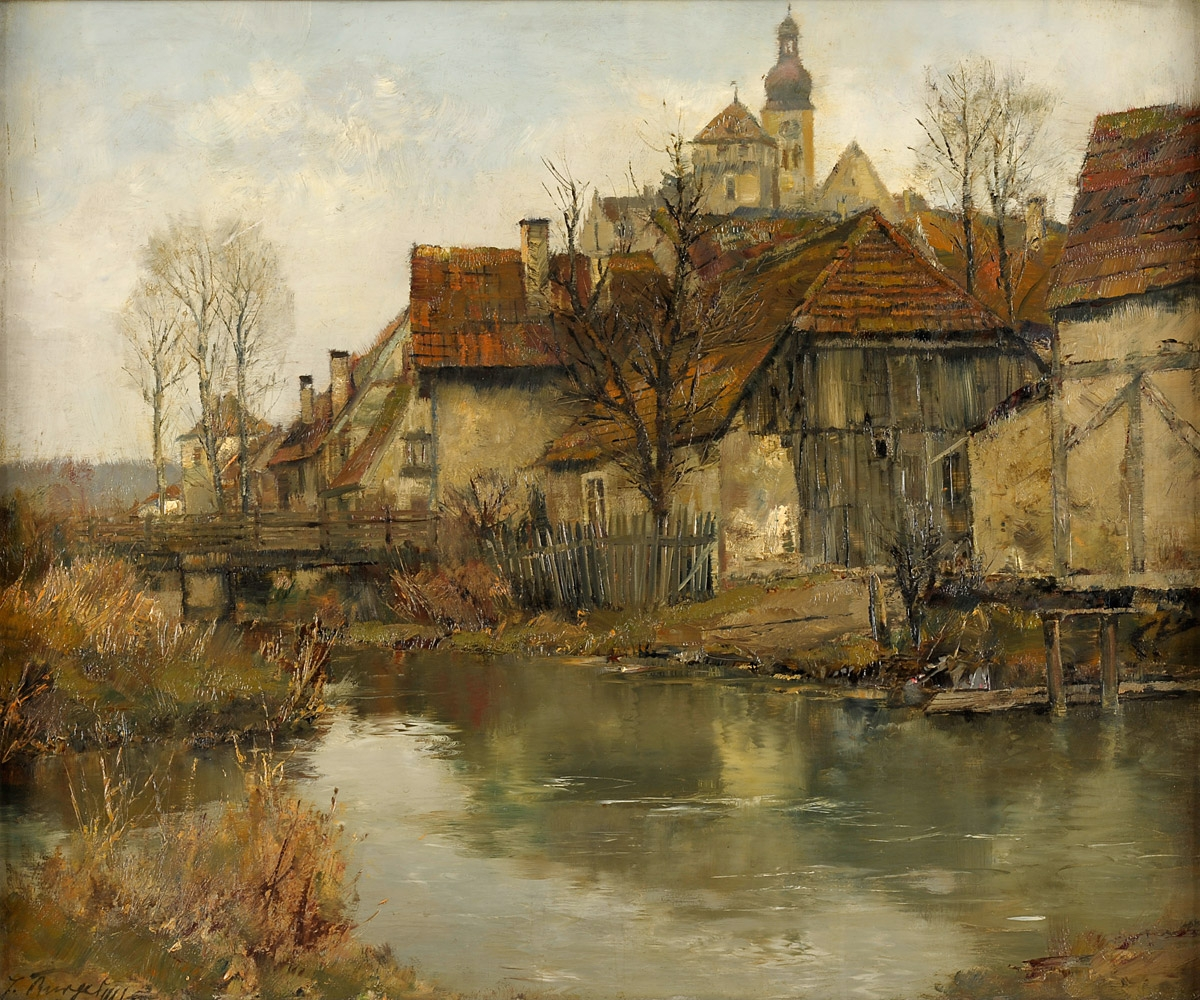
街の景観
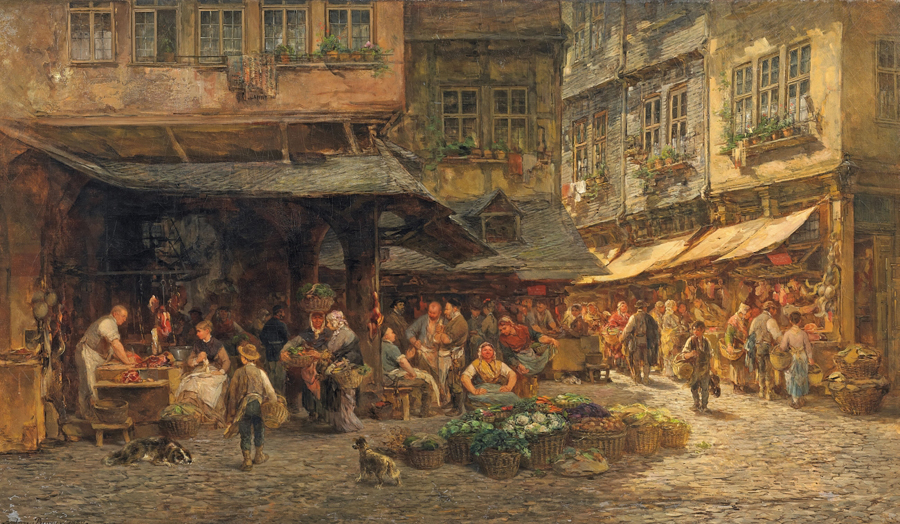
シルン(フランクフルト)

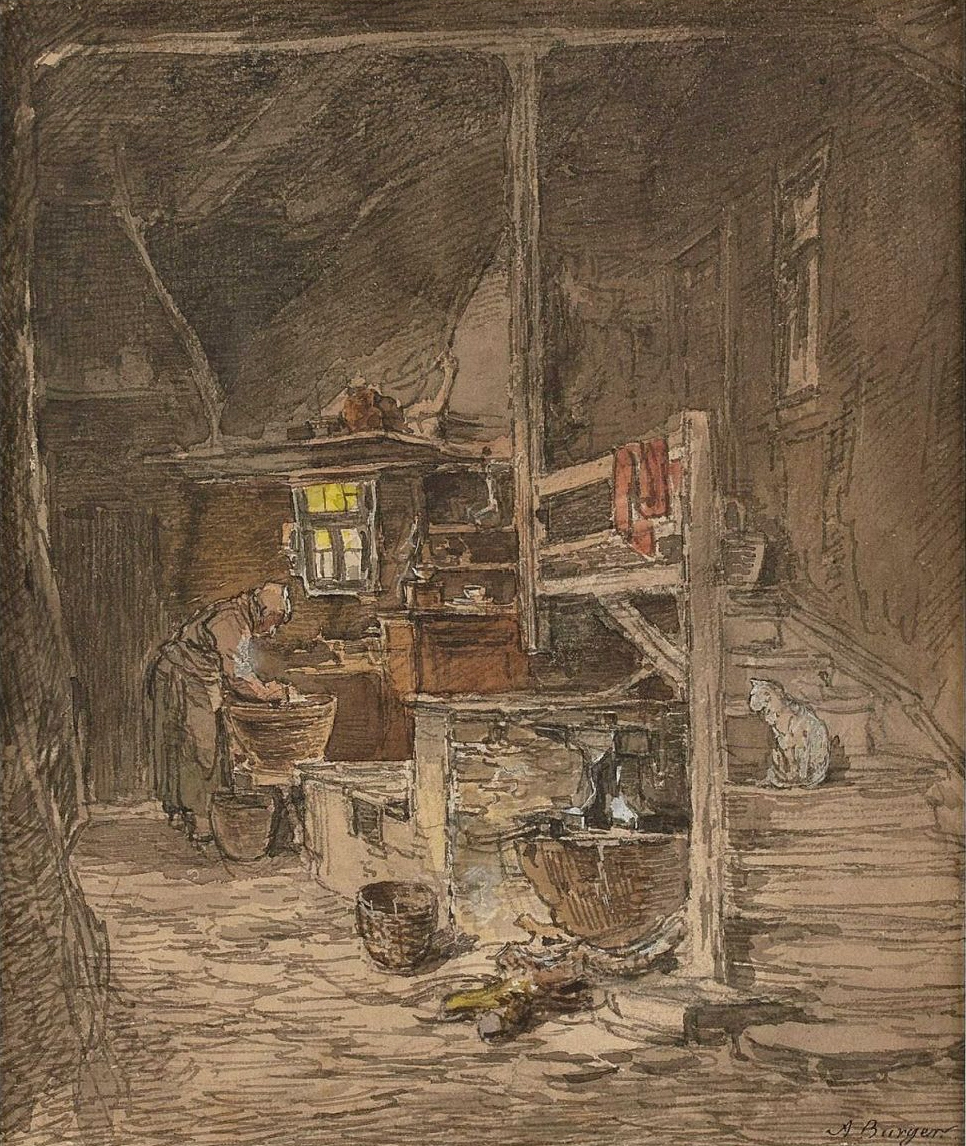
農家の女性と猫のいる室内
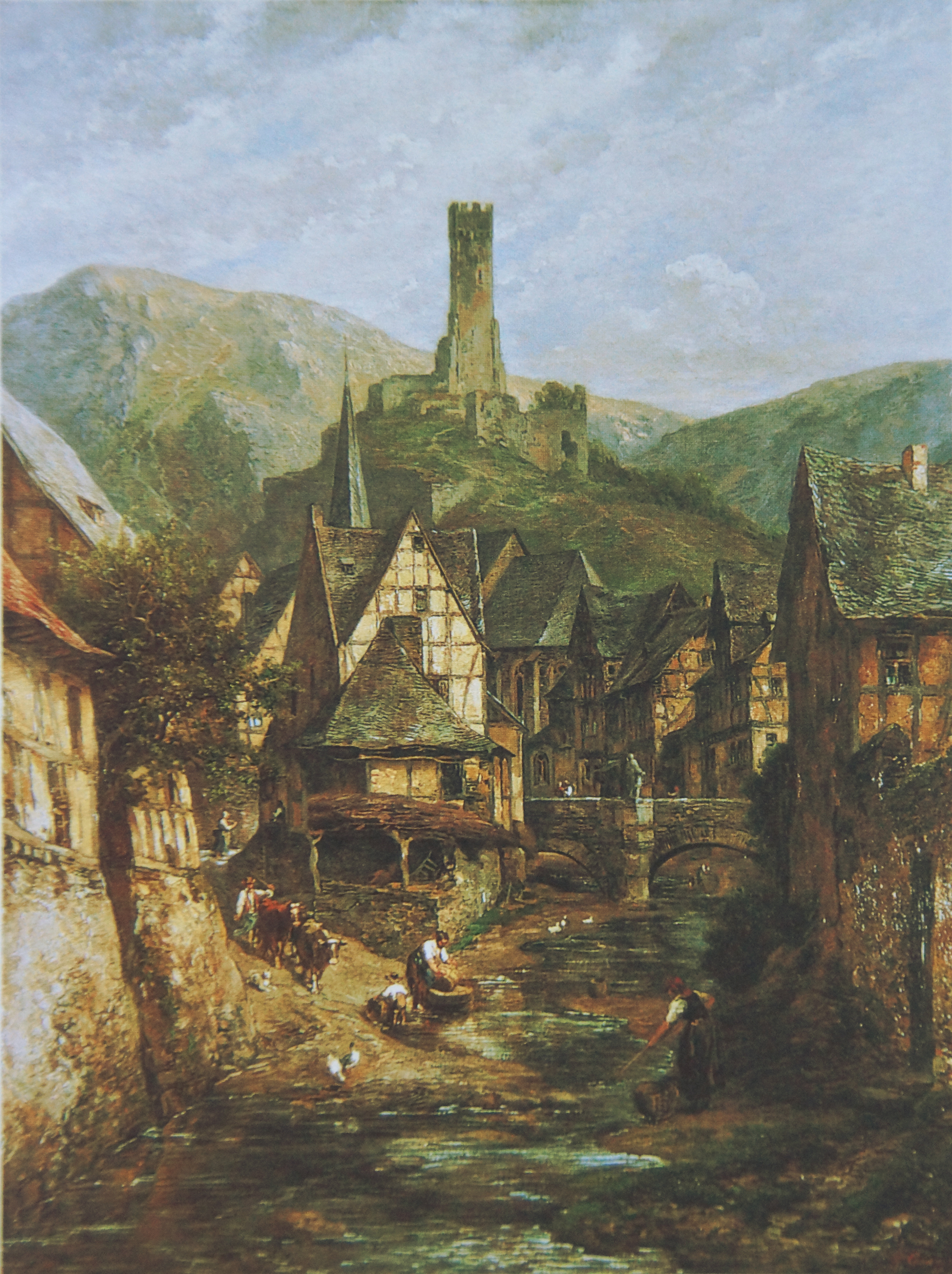
Monreal in der Vordereifel (1866)
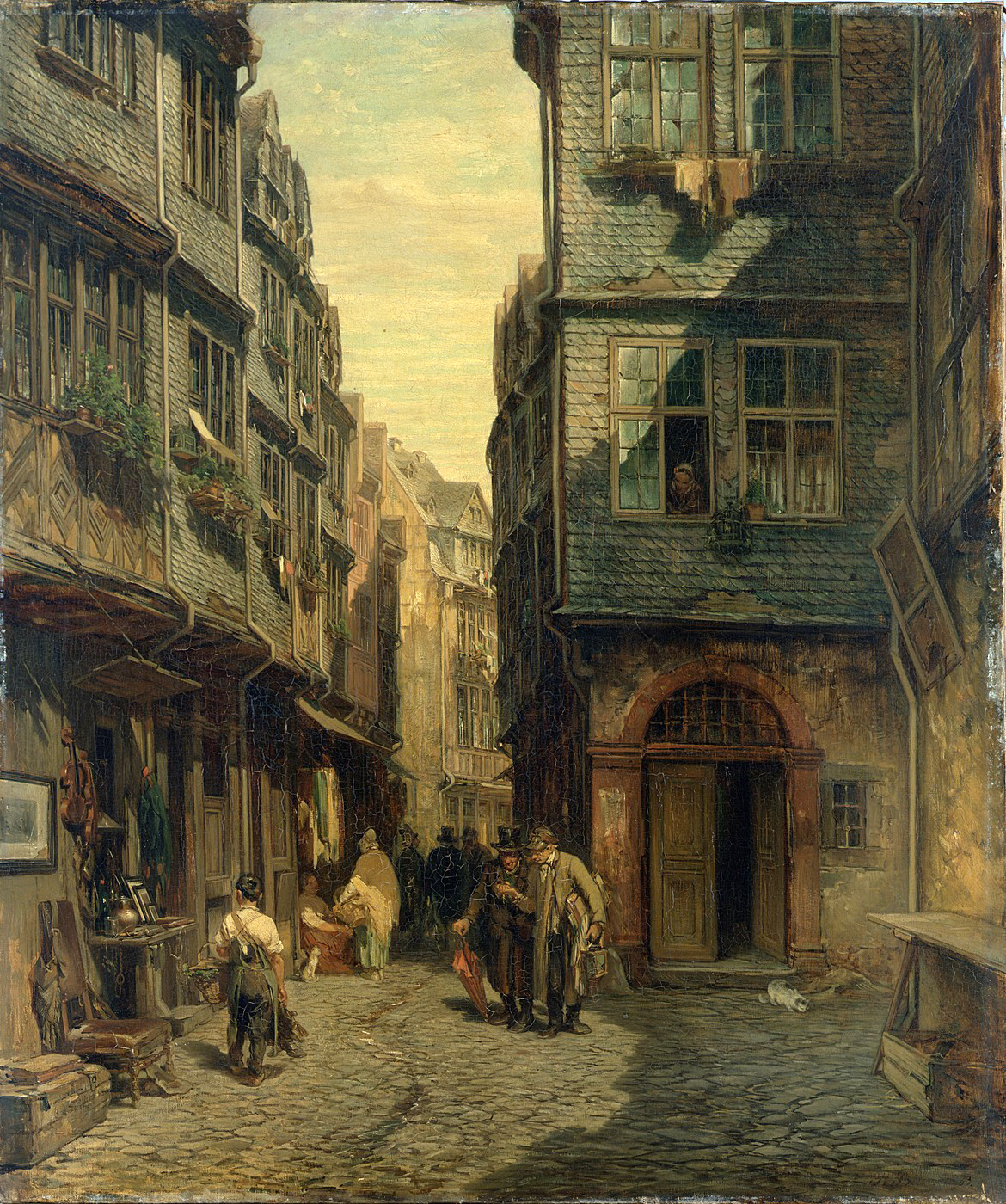
フランクフルト・ゲットー(1883)
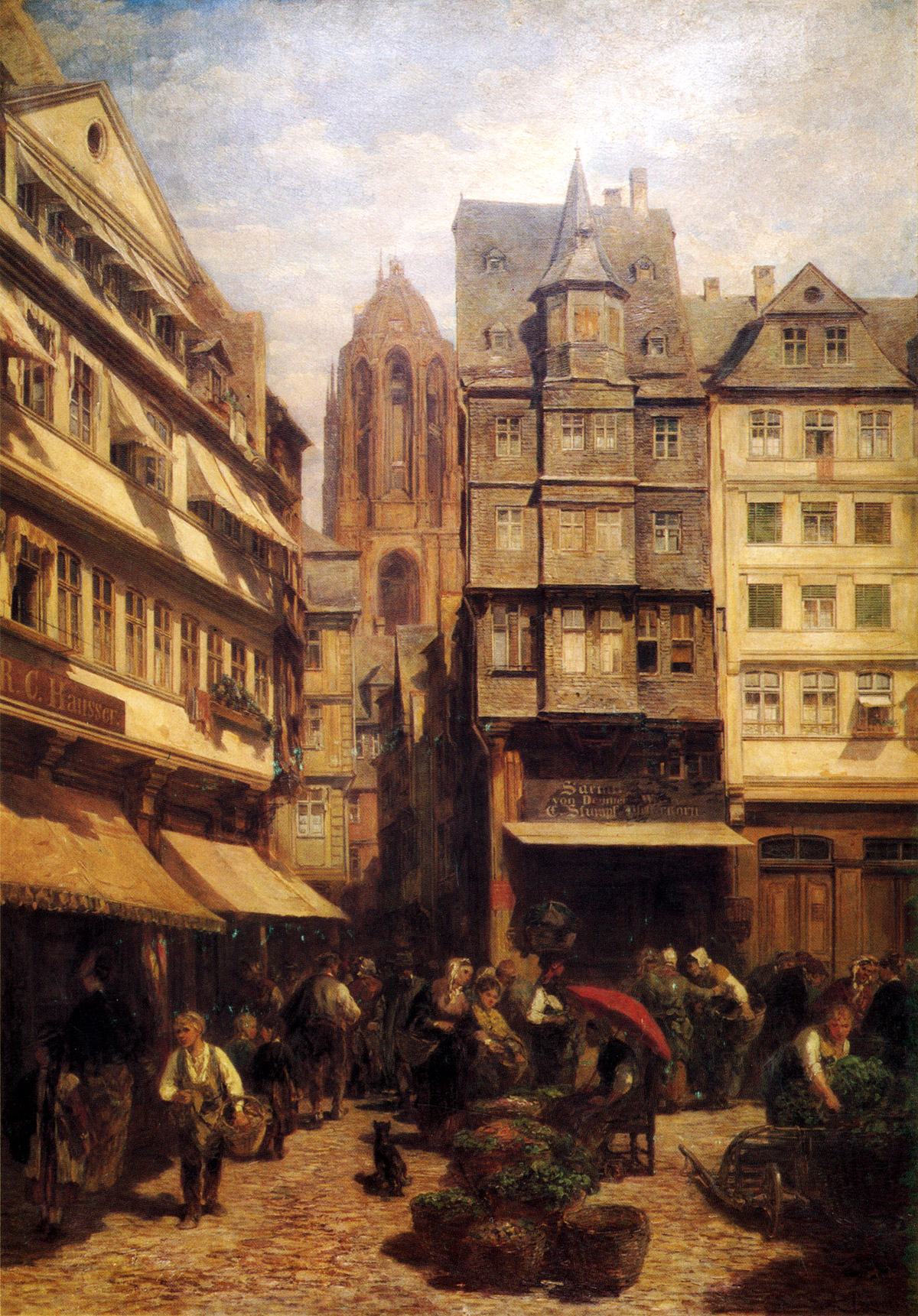
フランクフルトの風景